# Onychium
Onychium is een geslacht met tien soorten varens uit de lintvarenfamilie (Pteridaceae).
Onychium zijn kleine, terrestrische varens met ovale, tot viermaal gedeelde bladen met zeer fijne bladslipjes.
Het geslacht komt voor in tropische en subtropische zones van de Oude Wereld, zoals in Noordoost-Afrika, Iran, India, Japan, Nieuw-Guinea, en vooral in China.

## Naamgeving
- Synoniem: Leptostegia Don (1825), Cryptogrammopsis Kümmerle (1930)
- Engels: Clawed ferns

## Taxonomie
Onychium werd vroeger tot de Cryptogrammaceae gerekend, maar is door Smith et al. (2006) onder de Pteridaceae geplaatst.
In de huidig geaccepteerde indeling worden tien soorten erkend.

### Soortenlijst
- Onychium angustifrons Ching (1982)
- Onychium contiguum Hope (1901)
- Onychium divaricatum (Poir. in Lam.) Alston (1956)
- Onychium dulongjiangense W.M.Chu (1992)
- Onychium fragile S. Verma & Khullar (1965)
- Onychium japonicum (Thunb.) Kunze (1848)
- Onychium moupinense Ching (1934)
- Onychium plumosum Ching (1934)
- Onychium siliculosum (Desv.) C. Chr. (1906)
- Onychium tibeticum Ching & S. K. Wu (1983)